# 28492 Marik
A 28492 Marik (ideiglenes jelöléssel 2000 CM59) a Naprendszer kisbolygóövében található aszteroida. Sárneczky Krisztián fedezte fel 2000. február 1-jén.
Nevét Marik Miklós (1936–1998) magyar csillagász után kapta.